# Bug-Offensive
1914

Ostpreußische Operation (Stallupönen, Gumbinnen, Tannenberg, Masurische Seen) – Galizien (Kraśnik, Komarów, Gnila Lipa, Lemberg,
Rawa Ruska) – Przemyśl – Weichsel – Krakau – Łódź – Limanowa–Lapanow – Karpaten
1915

Humin – Masuren – Zwinin – Przasnysz – Gorlice-Tarnów – Bug-Offensive – Narew-Offensive – Großer Rückzug – Nowogeorgiewsk – Rowno – Swenziany-Offensive
1916

Naratsch-See – Brussilow-Offensive – Baranowitschi-Offensive
1917

Aa – Kerenski-Offensive (Zborów) – Tarnopol-Offensive – Riga – Unternehmen Albion
1918

Operation Faustschlag – Krim
Die Bug-Offensive war ein von deutschen und österreich-ungarischen Truppen geführter Vorstoß gegen die Russische Armee im Norden Galiziens im Ersten Weltkrieg.

## Schlachtplanung
Im Sommer 1915 führten die deutschen Truppen zeitgleich drei Offensiven an der Ostfront durch. Der nördlichste Vorstoß erfolgte in Richtung Kurlands, während im Nordosten ein Vorstoß auf Warschau zielte. Eine dritte Offensive war zwischen den Flüssen Bug und Weichsel geplant. Obwohl Erich Ludendorff ambitionierte Pläne zur Umfassung russischer Truppen hegte, setzten sich Erich von Falkenhayn und August von Mackensen mit ihrem begrenzten Plan, die russischen Truppen unter geringem Materialeinsatz aus Russisch-Polen hinauszudrängen, durch.

## Ausgangslage
Der Plan vom 19. Juni 1915 sah einen Vorstoß Mackensens von der österreich-ungarischen Grenze nördlich in Richtung Brest-Litowsk vor. Die Heeresgruppe Mackensen umfasste 33,5 Infanteriedivisionen und zwei Kavalleriedivisionen der 11. deutschen Armee sowie der k.u.k. 4. Armee. Ferner standen an der rechten Flanke 8 Infanterie- und 3 Kavalleriedivisionen der k.u.k. 1. Armee unter seinem Kommando.
Ihnen gegenüber standen 33 Infanteriedivisionen und 6,5 Kavalleriedivisionen der russischen 3., 4. und 8. Armee. Obwohl die russische Armee über nur schwach ausgebaute Stellungen verfügte und zudem unter Versorgungsengpässen litt, zog das russische Hauptquartier keinen strategischen Rückzug in Betracht. Stattdessen verließ man sich auf die vor dem Krieg angelegten Festungskomplexe.
Am 27. Juni begann eine neu eingeschobene russische Armee an der Lubaczowka eine Gegenoffensive, welche das k.u.k 10. Korps auf den San zurückwarf.

## Verlauf der Operationen

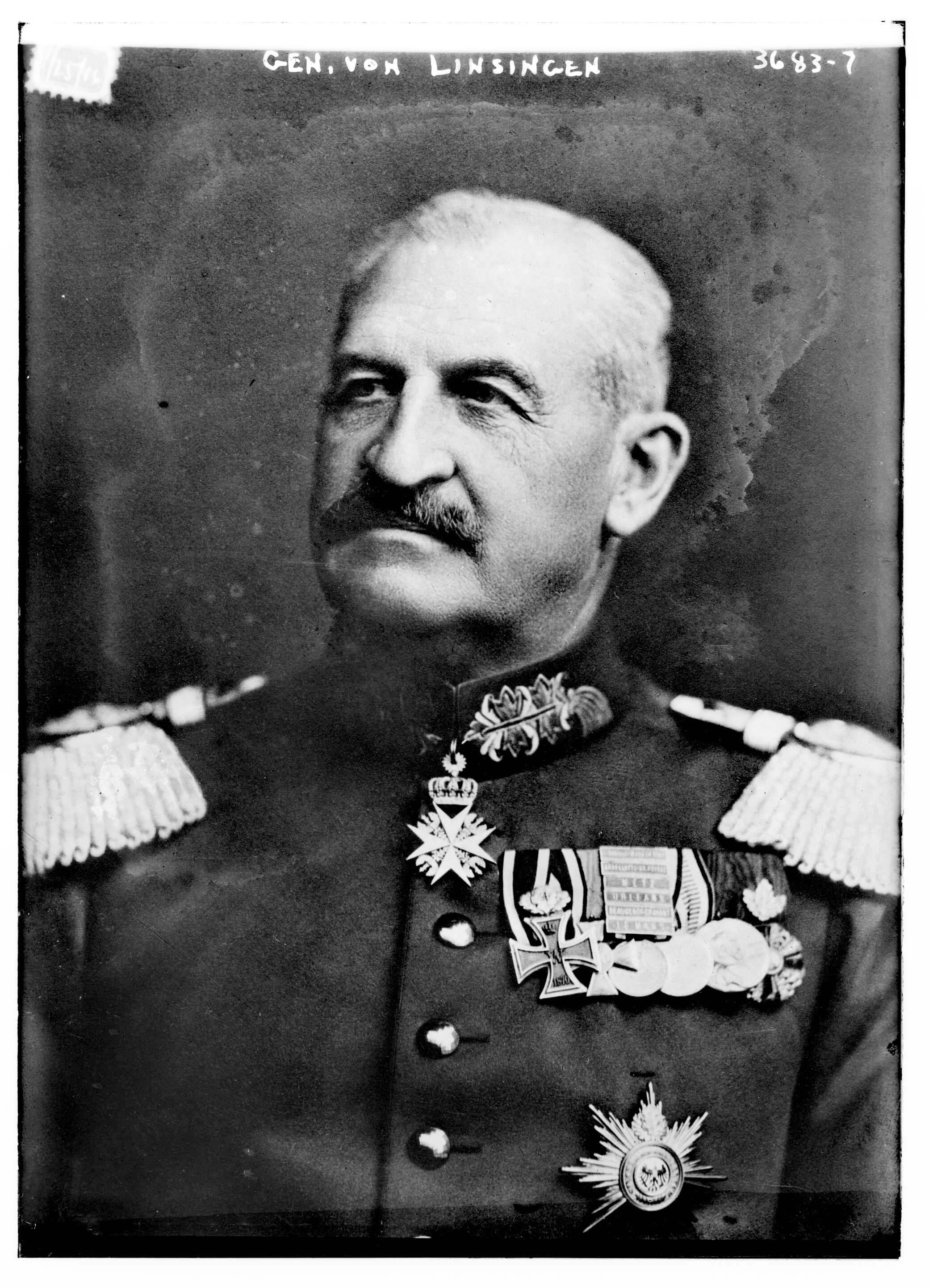
General Alexander von Linsingen, Oberbefehlshaber der Bugarmee

Am 29. Juni war der deutsche und österreich-ungarische Aufmarsch in nördlichen Vorfeld des wiedererlangten Lemberg abgeschlossen. Die Offensive begann am 30. Juni mit einem massiven deutschem Bombardement und Artilleriefeuer. Dieses war überaus effektiv gegen die stark zusammengezogenen russischen Verbände. Einige Verbände wurden bereits hierdurch auf die Hälfte bzw. ein Drittel ihrer Kampfstärke reduziert.
Die deutsche 11. Armee griff aus dem Raum Rawa Ruska mit dem Garde-Korps, dem X. Armee-Korps und dem XXII. Reserve-Korps nach Norden an. Trotzdem geriet der Vormarsch ins Stocken, als ab 3. Juli eine russische Gegenoffensive eingeleitet wurde. Die am linken Flügel vorgehende k.u.k. 4. Armee unter Erzherzog Joseph Ferdinand wurde dabei am 6. Juli im Raum Krasnik zurückgeworfen. Generalfeldmarschall von Mackensen musste sich für den weiteren Vorstoß verstärken, dazu wurde rechts von der 11. Armee die neuformierte Bug-Armee unter General der Infanterie von Linsingen formiert. Linsingen hatte den Vorstoß am westlichen Bug nach Norden zu begleiten, seine Armee wurde aus dem Beskidenkorps unter General von der Marwitz (ab 21. Juli unter General Hofmann), dem XXIV. (Gruppe Gerok) und dem XXXXI. Reserve-Korps (Gruppe Winckler) gebildet. Am Ostufer des Bug wurde die am westlichen Weichselufer freigewordenen k.u.k. 1. Armee unter General Puhallo angesetzt und sollte versuchen auf Sokal vorzugehen, wo eine neu formierte russische 13. Armee aufmarschierte. Während die russische 3. Armee ihre Position bis zum 9. Juli gegenüber der k.u.k 4. Armee behauptete, zwangen die Durchbrüche der deutschen Truppen in der Mitte der Angriffsfront die Russen neuerlich zum Rückzug. Die im Westen stehende Armee-Abteilung Woyrsch war aus ihrer alten Frontlinie zwischen der Opatówka und Radomka auf die Weichsel vor Iwangorod vorgegangen. Nach der Abgabe des Garde-Reserve-Korps war Woyrsch am linken Flügel durch das k.u.k. XII. Korps unter General Kövess verstärkt worden.
Nachdem im südlichen Vorfeld Ostpreußens die ab 13. Juli eingeleitete Narew-Offensive der Armeegruppe Gallwitz schnell Erfolg zeigte, ließ auch Mackensens seine Truppen ab 15. Juli wieder angreifen. Am 18. Juli riss die 11. Armee bei Krasnystaw ein neues Loch in die russische Front und brachte 15.000 Gefangene ein. Die russische 3. Armee hatte abermals hohe Verluste zu beklagen – manche Divisionen schrumpften auf 4.000 Mann zusammen. Am 23. Juli erreichte der Vorstoß der Bug-Armee die Linie Horodlo-Annapol-Teratyn-Jaroslawiece. Am gleichen Tag stand die 11. Armee an der Linie Uchanie-Krupe in schweren Kämpfen, während die k.u.k. 4. Armee, unterstützt durch die deutsche 47. Reserve-Division auf Lublin vorstoßend, die Linie Borzechow-Chodel und Opole erreichte. Auf Grund der schwierigen Versorgungslage kam die Bug-Offensive zeitweilig nur schleppend voran, doch bald änderte sich die Lage wieder.
Am 28. Juli griff Mackensen mit allen drei Armeen erneut an, die Bug-Armee wurde auf Dubienka-Cholm, die 11. Armee wurde auf Lenczna und die Armee Joseph Ferdinand auf Lublin-Kasimierz angesetzt.
Am 30. Juli eroberten die Mittelmächte Lublin und am 31. Juli Cholm. Die russische 3. und 4. Armee setzte sich nochmals an der Linie Opalin am Bug – Lencza – Nowo-Alexandria an der Weichsel. Am 4. August konnte die im Verband der k.u.k. 1. Armee operierende deutsche 5. Kavallerie-Division Wladimir-Wolynski besetzen. Am 5. August fiel derweil im Norden auch die polnische Hauptstadt Warschau in die Hand der deutschen 9. Armee, was den Abbau der Frontstellungen der russischen 2. Armee zur Folge hatte. Das deutsche XXV. Reserve-Korps, das hier die Hauptlast des Angriffes führte, konnte erst am 9. August bei Praga den vollständigen Übergang auf das östliche Weichselufer erzwingen. Ebenfalls am 4. August hatte General Kövess die Übergabe der Festung Iwangorod an der Weichsel erzwungen.

### Der Feldzug nach Brest-Litowsk

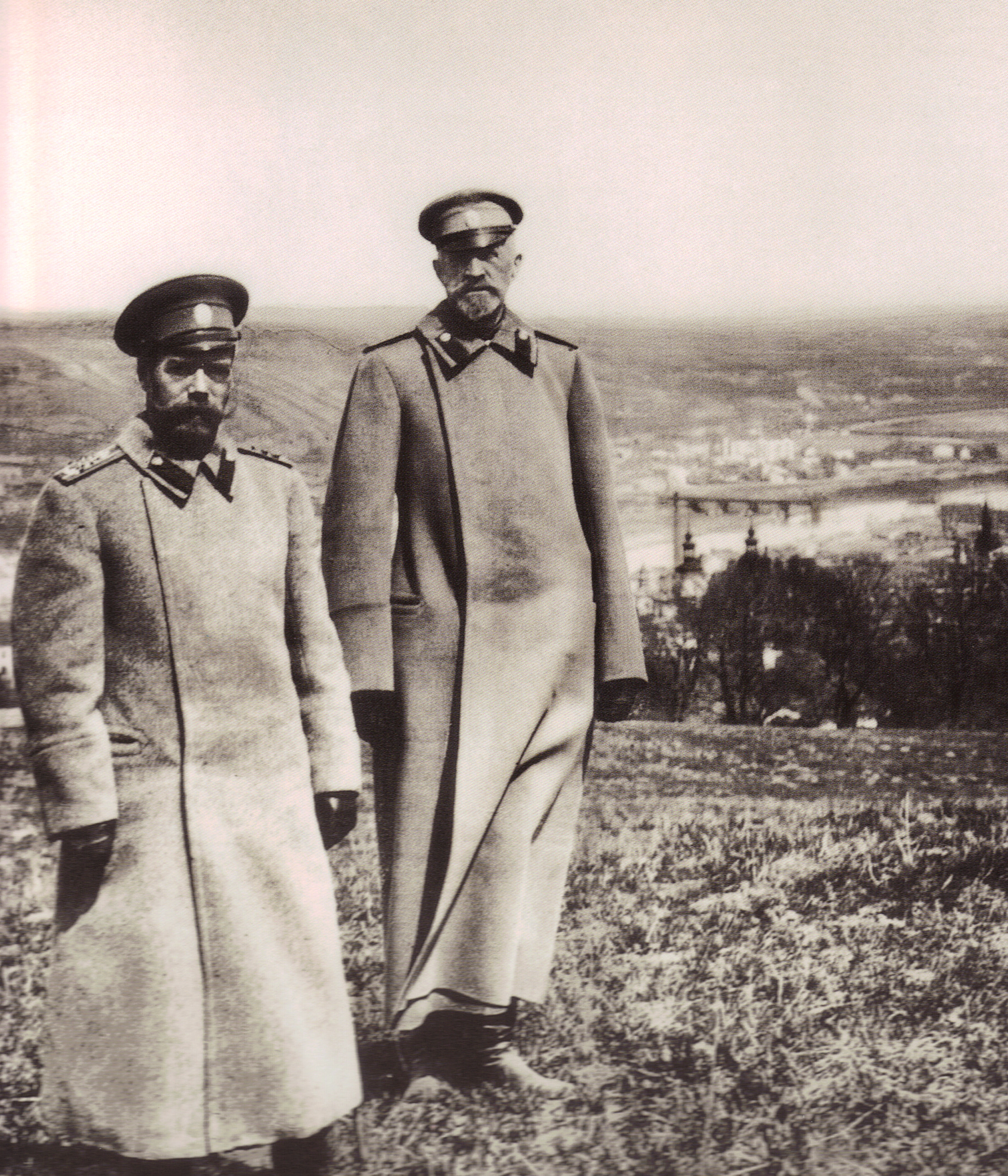
Großfürst Nikolai Nikolajewitsch und Zar Nikolaus II. 1915

Mitte August befanden sich die deutsche 11. Armee und die Bug-Armee auf beiden Ufern des Bug im Vorgehen nach Norden. Am 14. August nahm die Bug-Armee mit der 82. Reserve-Division Wlodawa und errichtete dort einen Brückenkopf über den Bug. Vor dem linken Flügel der k.u.k. 1. Armee erreichte die 11. Kavallerie-Truppen-Division den Raum östlich von Dubienka.
Das deutsche Gardekorps, das k.u.k. VI. Korps und das X. Reserve-Korps standen an der Linie Tuczna – Biala. De k.u.k. 4. Armee (XVII. und VIII. Korps) überschritt die Krzna westlich von Biala während die Armee-Abteilung Woyrsch zur Klukowka aufschloss.
Der russische Oberkommandierende Großfürst Nikolai Nikolajewitsch befahl den Truppen der Westfront sich östlich der Linie Brest-Litowsk – Osowiec abzusetzen. Die Masse der westlichen Armeen konnte sich ohne Verluste durch gut geführte Rückzugsgefechte aus Polen über den Bug absetzen. Auflösungserscheinungen bei den russischen Truppen konnten trotz des taktischen Zurückweichens nicht festgestellt werden. Östlich des Bug war die neu formierte 13. Armee vollkommen kampfkräftig und konnte die k.u.k. 1. Armee beim angestrebten Vormarsch nach Norden stoppen.
Die 11. Armee erreichte am 16. August das südliche Vorfeld der Festung Brest-Litowsk, das Gardekorps und das k.u.k. VI. Korps standen an der Linie Koden-Dobrynka-Horbow. Die K.u.k. 4. Armee erreichte den Raum nördlich Biala zwischen Komarno und Nosow. Die Gruppe Kosch gelangte am 17. August bei Janow an den Bug, die Gruppe Falkenhayn stand auf den Höhen von Rokitno.
Das k.u.k. VI. Korps unter General Arz von Straußenburg wurde der Bug-Armee zugeteilt und gegen die Süd- und Westfront von Brest Litowsk angesetzt. Nördlich der Krzna vorgehend versuchte die 11. Armee die Einschließung im Norden einzuleiten, am 17. August griffen das XXII. und X. Reserve-Korps die neuen russischen Stellungen zwischen Krzna und Bug an. Die k.u.k. 4. Armee und die deutsche 105. Infanterie-Division folgten bei Janow über den Bug. Das Landwehrkorps der Armee-Abteilung Woyrsch erzwang den Übergang und setzte sich auf den Höhen von Niemierow – Mielnik fest. Westlich von Janow überschritt am 19. August auch die k.u.k. 4. Armee mit dem XVII. und VIII. Korps den Bug und erreichte den Koterka-Abschnitt zwischen Wolczyn und Tokary. Am 20. August folgte das deutsche Gardekorps dem X. Reserve-Korps über den Bug nach, zusammen mit der Garde-Kavallerie-Division wurde der Pulwa-Abschnitt erreicht. Das deutsch-österreichische Kavallerie-Korps Heydebreck nahm am 23. August den Verkehrsknoten Kowel kampflos ein. Mit dem nachgezogenen Gardekorps wurde am 24. August der Pulwa-Abschnitt geöffnet und der Vormarsch zur Lesna erzwungen. Der Armee Joseph Ferdinand und die Armee-Abteilung Woyrsch durchbrachen die russischen Stellungen östlich von Wysoko und verfolgten auf die Linie Wierchowicze – Omieleniec.
Die im Raum nördlich des Bug vorgehende deutsche Heeresgruppe Prinz Leopold hatte Befehl beschleunigt gegen den Bielowiezer Wald und über Horodyszcze vorzugehen um die Rückzugsstraßen der Russen abzuschneiden. Der Angriff der Heeresgruppe Mackensen auf die Festung Brest-Litowsk war nicht mehr erforderlich, in der Nacht zum 25. August zogen die Russen durch die Festung nach Nordost ab. Am 26. August nahmen die inneren Flügel der 11. Armee und die Bug-Armee die südwestlichen Forts und drängten nach Osten über den Bug. Trotz gelegter starker Feuersbrünste wurden große Mengen an Lebensmitteln und Munition erbeutet. Nördlicher kämpfte sich derweil die Armeeabteilung Woyrsch durch den schwer zugänglichen Bielowiezer Wald auf die Jasiolda vor. Der Fall der Festung Brest-Litowsk zwang die russische Heeresleitung bis Mitte September zum weiteren Rückzug auf Pinsk, das am 16. September vom XXXXI. Reserve-Korps besetzt wurde. Die Russen wichen auch von der Jasiolda und über den Oginski-Kanal zurück. Nach der Abgabe mehrerer Truppenverbände waren auch die Kräfte der neu etablierten Heeresgruppe Linsingen erschöpft.

## Ausklang
Die hohen Verluste bekräftigten die russische Armeeführung unter Alexejew in der Entscheidung, den nötigen Großen Rückzug eingeleitet zu haben. Der Stawka gelang es so, die so verkürzte Front wieder nachhaltig zu stabilisieren. Obwohl der deutsche Angriff die gesamte russische Front im östlichen Polen weiterhin bedrohte, wurde Ende August der weitere Vorstoß auf Anweisung des General von Falkenhayn angehalten.
Der österreichische Generalstabschef Conrad von Hötzendorf wollte die Gunst der Stunde nutzen, um auch die noch russisch besetzten Gebiete am Dnjestr und in der Bukowina zurückzuerlangen. Er plädierte daher für die Ausweitung des Angriffes aus Galizien nach Nordosten über die Landesgrenze nach Wolhynien. Diese Operationen scheiterten jedoch am zähen Widerstand des Gegners, die schwerwiegenden Versorgungsprobleme wurden völlig unterschätzt. Der am 27. August durch die österreichische 1. und 4. Armee eingeleitete Feldzug nach Rowno scheiterte vollständig: Es gelang am 31. August zwar den wichtigen Verkehrsknotenpunkt Luzk (Lyck) zu erobern, die Stadt ging aber am 22. September wieder an die Russen verloren. Beim Gegenangriff der russischen 8. Arme gegen die linke Flanke der jetzt nach Wolhynien umgruppierten k.u.k. 4. Armee, dem Angriff der k.u.k. 2. Armee im Raum Brody, sowie der gleichzeitig angesetzten Offensive der k.u.k. 7. Armee über die Strypa, gerieten bis Ende September 70.000 österreichische Soldaten in Gefangenschaft. Am 26. September gelang jedoch nach dem Eingreifen deutscher Truppen (Gruppe Gerok) am Styr-Abschnitt die Rückeroberung von Luzk, die Front der russischen 8. Armee wurde in diesem Abschnitt hinter die Ikwa zurückgedrängt.
Die deutsche Heeresleitung war froh die Front in Wolhynien stabilisiert zu haben und brauchte nach dem Einsetzen der gegnerischen Angriffe in der Champagne und im Artois dringend Verstärkungen für die an Truppen entblößte Westfront. Ein Teil der Truppen wurde für eine Offensive gegen Serbien an die Balkanfront verlegt.